# 8-я Горно-Оряховская повстанческая оперативная зона
8-я Горно-Оряховская повстанческая оперативная зона (болг. Осма Горнооряховска въстаническа оперативна зона) — территориальная и организационная единица в составе Народно-освободительной повстанческой армии Болгарии во время Второй мировой войны.

## История
8-я Горно-Оряховская повстанческая оперативная зона в составе Народно-освободительной повстанческой армии Болгарии была образована 26 — 27 июля 1943 года во время тайной расширенной встречи Горно-Оряховским и Габровским окружными руководствами БРП (к) и Рабочего молодёжного союза. Зона была разделена на два оперативных района — Горно-Оряховский и Габровский. По указанию ЦК БРП (к) и Главного штаба НОВА был сформирован штаб в следующем составе:
- Командир повстанческой зоны: Борис Копчев
- Заместитель командира: Иван Райков[болг.]
- Политический комиссар: Иван Бачваров[болг.]
- Помощник политического комиссара: Петр Панайотов[болг.][1]
- Начальник штаба: Иван Райков[болг.] (с апреля 1944 года)

## Структура
В состав 8-й Горно-Оряховской повстанческой оперативной зоны входили два партизанских отряда (Габровско-Севлиевский и Горно-Оряховский) и разные боевые группы БКП.